# Snowboard cross vegyes csapatverseny a 2017. évi téli európai ifjúsági olimpiai fesztiválon
A 2017. évi téli európai ifjúsági olimpiai fesztiválon a snowboard versenyszámainak Erzurum adott otthont. A snowboardcross vegyes csapatversenyt február 16.-án rendezték.

## Elődöntő
| 1. elődöntő | 1. elődöntő | 1. elődöntő | 1. elődöntő                                          | 1. elődöntő | 1. elődöntő |
| H           | P           | R           | Nemzet Név                                           | Mj          |             |
| ----------- | ----------- | ----------- | ---------------------------------------------------- | ----------- | ----------- |
| 1.          | Piros       | 1           | Franciaország I · Agathe Sillieres · Lucas Cornillat | QA          |             |
| 2.          | Zöld        | 4           | Oroszország · Zinaida Vasileva · Daniil Donskikh     | QA          |             |
| 3.          | Kék         | 5           | Bulgária · Lia Mancheva · Kamen Petrov               | QB          |             |

| 2. elődöntő | 2. elődöntő | 2. elődöntő | 2. elődöntő                                        | 2. elődöntő | 2. elődöntő |
| H           | P           | R           | Nemzet Név                                         | Mj          |             |
| ----------- | ----------- | ----------- | -------------------------------------------------- | ----------- | ----------- |
| 1.          | Piros       | 2           | Franciaország II · Kim Martinez · Guillaume Herpin | QA          |             |
| 2.          | Zöld        | 3           | Ukrajna · Tetiana Tarnavska · Glib Mostovenko      | QA          |             |

## Kisdöntő
| H  | P     | R | Nemzet Név                             | Mj |
| -- | ----- | - | -------------------------------------- | -- |
| 1. | Piros | 5 | Bulgária · Lia Mancheva · Kamen Petrov |    |

## Döntő
| H  | P     | R | Nemzet Név                                           | Mj |
| -- | ----- | - | ---------------------------------------------------- | -- |
| 1. | Piros | 1 | Franciaország I · Agathe Sillieres · Lucas Cornillat |    |
| 2. | Zöld  | 2 | Franciaország II · Kim Martinez · Guillaume Herpin   |    |
| 3. | Sárga | 4 | Oroszország · Zinaida Vasileva · Daniil Donskikh     |    |
| 4. | Kék   | 3 | Ukrajna · Tetiana Tarnavska · Glib Mostovenko        |    |